# KWF-Tagung
KWF-Tagung — лесопромышленная выставка, проходящая один раз в четыре года в различных городах Германии. Организатором выставки выступает Попечительский совет по лесным работам и лесозаготовительной технике KWF (Kuratorium für Waldarbeit und Forsttechnik).

## Описание
На выставку регулярно заявляется более 500 экспонентов из 26 стран мира. KWF-Tagung занимает площадь более 140 000 м² лесистой местности, где проводятся показательные валки леса. В ходе выставки проходят лекции, обсуждения и мастер классы. На выставке демонстрируется в работе:
- лесозаготовительная техника ведущих мировых брендов,
- техника для переработки отходов,
- сопутствующее оборудование и инструмент.

| № п/п | Год  | Место проведения     | Тематика выставки                                                                         |
| ----- | ---- | -------------------- | ----------------------------------------------------------------------------------------- |
| 1     | 1964 | Люнебург             | Лесовосстановление — поиск новых решений                                                  |
| 2     | 1966 | Фройденштадт         | Транспортировка древесины                                                                 |
| 3     | 1968 | Бад-Хомбург          | Технические возможности для совершенствования экономики в лесном хозяйстве                |
| 4     | 1971 | Байройт              | Применение техники в работе и управленческой деятельности                                 |
| 5     | 1973 | Трир                 | Лес, человек и лесохозяйственная техника                                                  |
| 6     | 1975 | Брауншвейг           | Лесопользование, направленное на повышение качества сортимента                            |
| 7     | 1977 | Шмалленберг          | Организация и механизация                                                                 |
| 8     | 1981 | Кассель              | Выставка в горах                                                                          |
| 9     | 1985 | Рупольдинг           | Бережная заготовка древесины                                                              |
| 10    | 1988 | Хайльбронн           | Лесное хозяйство — инвестиции в будущее                                                   |
| 11    | 1992 | Кобленц              | Коренные изменения в лесохозяйственных операциях                                          |
| 12    | 1996 | Оберхоф              | Лесозаготовительная техника для рационального использования природных ресурсов            |
| 13    | 2000 | Целле                | Лесное хозяйство в гармонии с человеком, природой, технологиями                           |
| 14    | 2004 | Грос-Умштадт         | Направления развития лесного хозяйства — новые технологии, новые партнеры, новое мышление |
| 15    | 2008 | Шмалленберг          | Лесозаготовительная техника в штормовых условиях                                          |
| 16    | 2012 | Бопфинген            | Очарование лесного хозяйства — выиграть на основе сотрудничества                          |
| 17    | 2016 | Родинг               | Леса — Люди — Рынки — бережливое отношение к лесному хозяйству                            |
| 18    | 2020 | Шварценборн (Кнюлль) | Опыт лесного хозяйства                                                                    |

## Фото

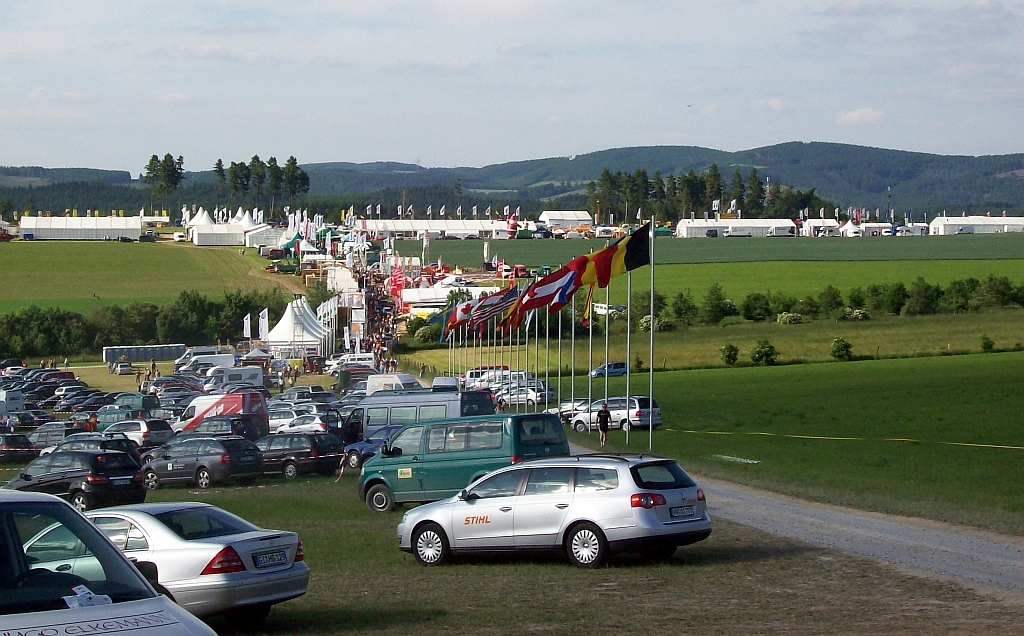
KWF–Tagung в 2008 году
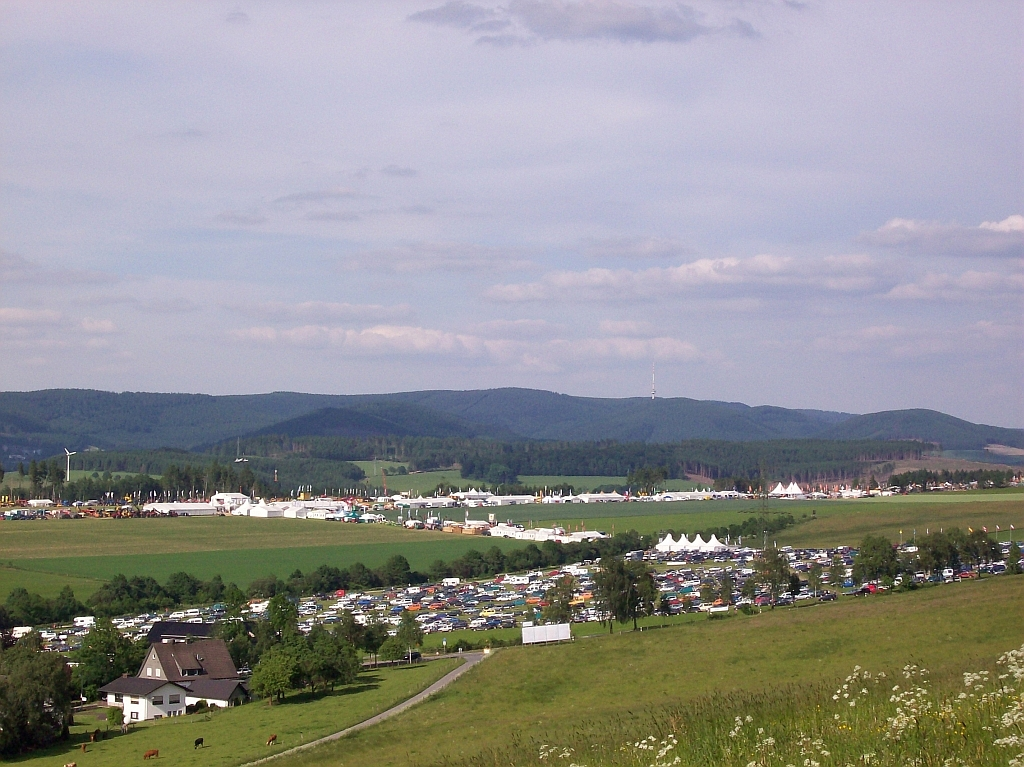
KWF–Tagung в 2008 году